# Aderus brastaginus
Aderus brastaginus es una especie de coleóptero de la familia Aderidae. Fue descrita científicamente por Maurice Pic en 1952.

## Distribución geográfica
Habita en Sumatra (Indonesia).